# スワフクフ
スワフクフ（ポーランド語：Sławków）は、南部ポーランドシロンスク県ベンジン郡にある、2007年の統計で人口6,866人の都市。歴史的には、Zagłębie Dąbrowskie地方に位置する。
1999年～2001年はマウォポルスカ県に属していた。2002年、シロンスク県へ移されたとき、ドンブローヴァ・グルニチャ市やソスノヴィエツ市によってベンジン郡からは離れるにもかかわらず、ベンジン郡の一部となった。

## ギャラリー

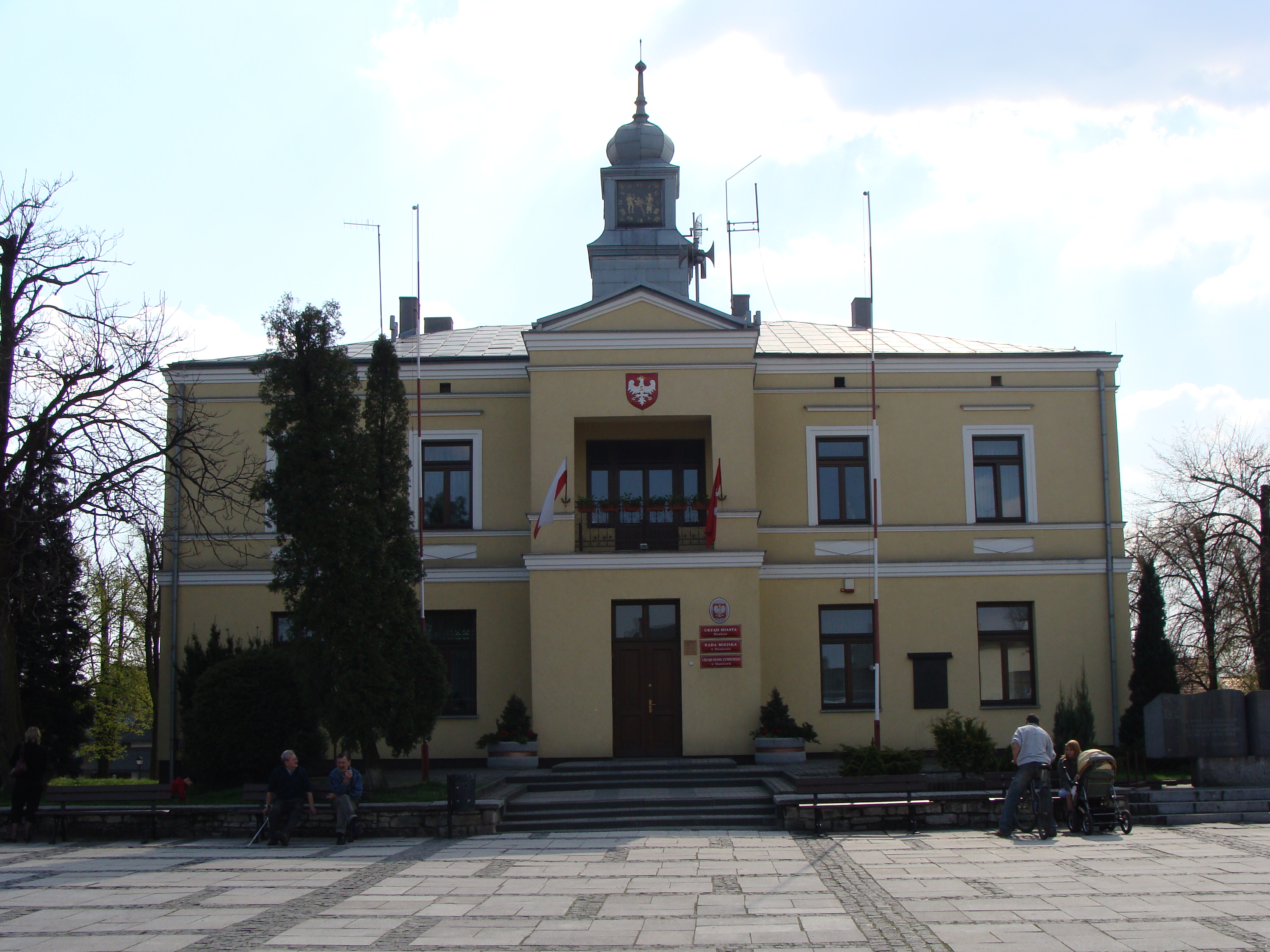
スワフクフ市民会館
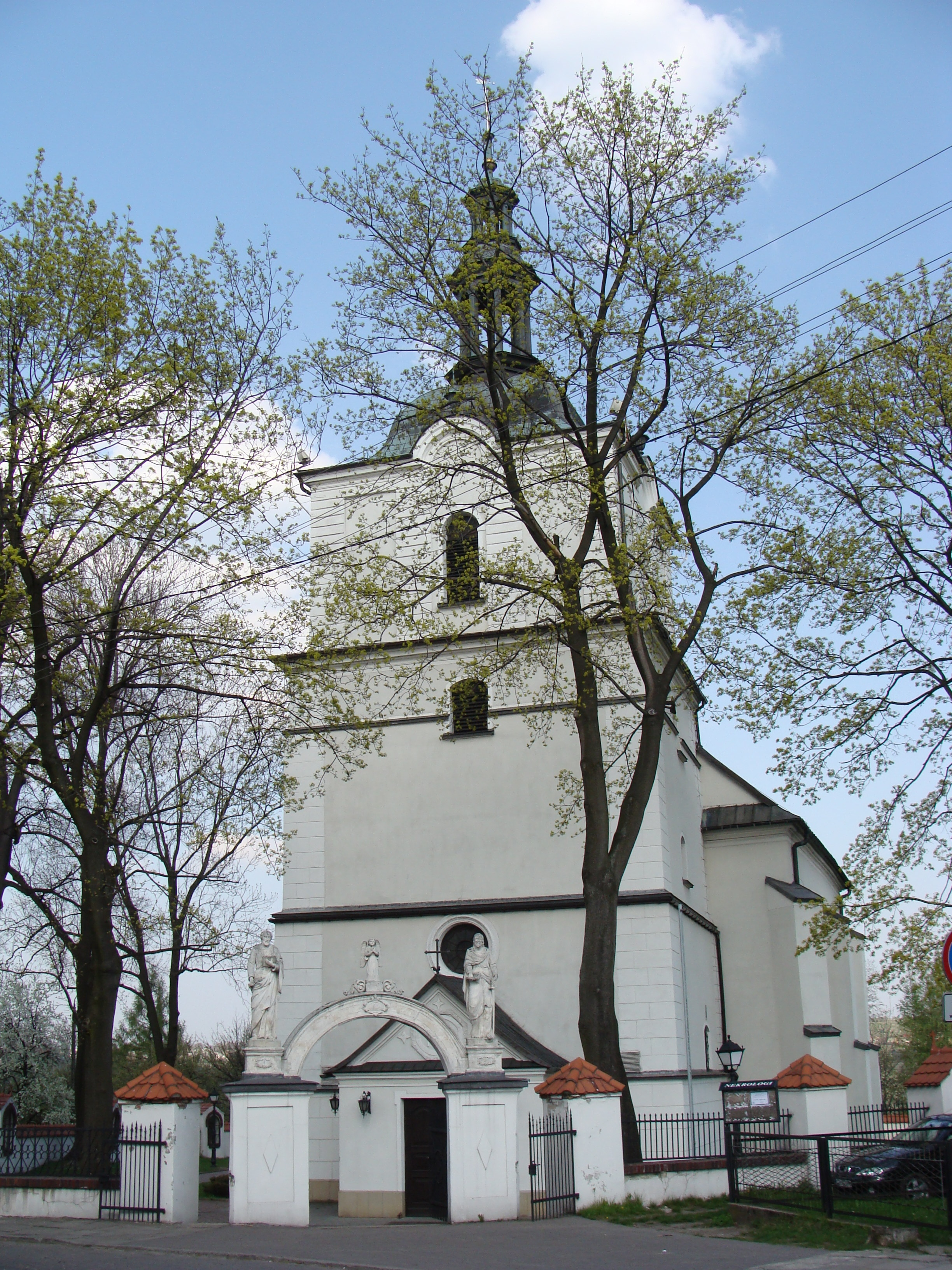
スワフクフの教会
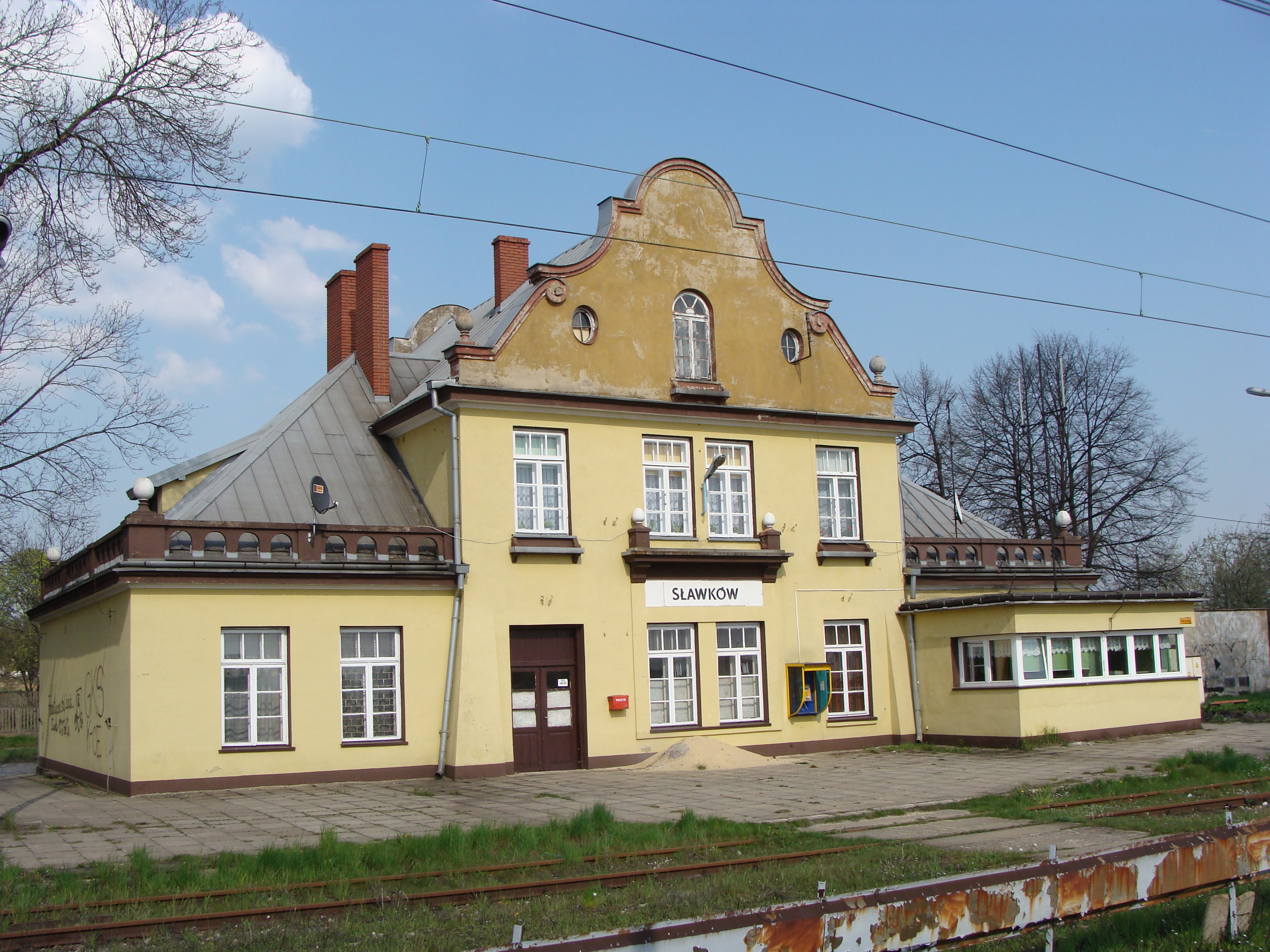
スワフクフ駅
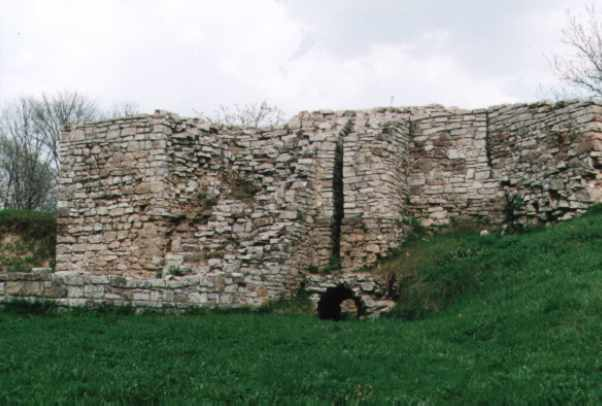
スワフクフ城